# Point Pleasant Beach
Point Pleasant Beach är en kommun av typen borough i Ocean County i New Jersey i närheten av Point Pleasant i kustområdet Jersey Shore. Vid 2010 års folkräkning hade Point Pleasant Beach 4 665 invånare.